# 충주남산초등학교
충주남산초등학교는 충청북도 충주시 용산동에 있는 공립 초등학교이다.

## 학교 연혁
- 1937년 4월 1일 충주제2공립보통학교 개교(설립인가 3월 31일)
- 1938년 4월 1일 충주남산공립심상소학교로 개칭[1]
- 1941년 4월 1일 충주남산공립국민학교로 개칭[2]
- 1949년 4월 1일 충주남산국민학교로 개칭
- 1996년 3월 1일 충주남산초등학교로 개칭[3]
- 2001년 12월 15일 새암관 증축
- 2009년 12월 9일 그린스쿨 공사[4]
- 2010년 10월 26일 운동장 인조잔디 조성, 우레탄 트랙 조성, 야외운동시설 설치
- 2013년 10월 10일 여자축구부 휴게실 진취관 준공
- 2022년 1월 24일 제80회 졸업식 (23,068명)
- 2022년 3월 1일 40학급 편성(특수학급 2학급 포함)
- 2022년 3월 1일 오봉석 교장 부임
- 2023년 1월 6일 제81회 졸업식(23,272명)
- 2023년 3월 1일 35학급 편성(특수학급 2학급 포함)

## 참고 자료
- 충주남산초등학교 - 한국교육학술정보원 학교알리미